# Ilmari Hannikainen
Toivo Ilmari Hannikainen (Jyväskylä, 19 ottobre 1892 – Kuhmoinen, 25 luglio 1955) è stato un compositore e pianista finlandese.
Figlio del compositore Pekka Juhani Hannikainen  e fratello dell'arpista Väinö Hannikainen, del violoncellista e direttore d'orchestra Tauno Hannikainen e del violinista Arvo Hannikainen, fu autore di una cinquantina di pièces per pianoforte, di un centinaio di canzoni, vari pezzi per orchestra, ecc..  Tenne inoltre concerti come pianista in vari Paesi europei e negli Stati Uniti d'America e fu insegnante di pianoforte all'Istituto di Musica di Helsinki (poi denominato "Accademia Sibelius")..

## Biografia

### Morte
Ilmari Hannikainen morì annegato durante una gita in barca a Kuhmoinen il 25 luglio 1955. Alcuni suoi colleghi (tra cui Aarre Merikanto) sostennero che si trattò di un suicidio.

## Opere (lista parziale)
- Impromtu (1907)[5]
- Kansan tapaan (1907)[6]
- Petits poèmes, Op.14 (1912)[7]
- Ilta (1913)[8]
- Piano Pieces, Op.4  (1913–1914)[9]
- 3 Valses mignonnes, Op.17 (1915)[10]
- Keskustelu, Op.11b (1916)[11]
- A la fontaine, Op.12 No.2 (1917)[12]

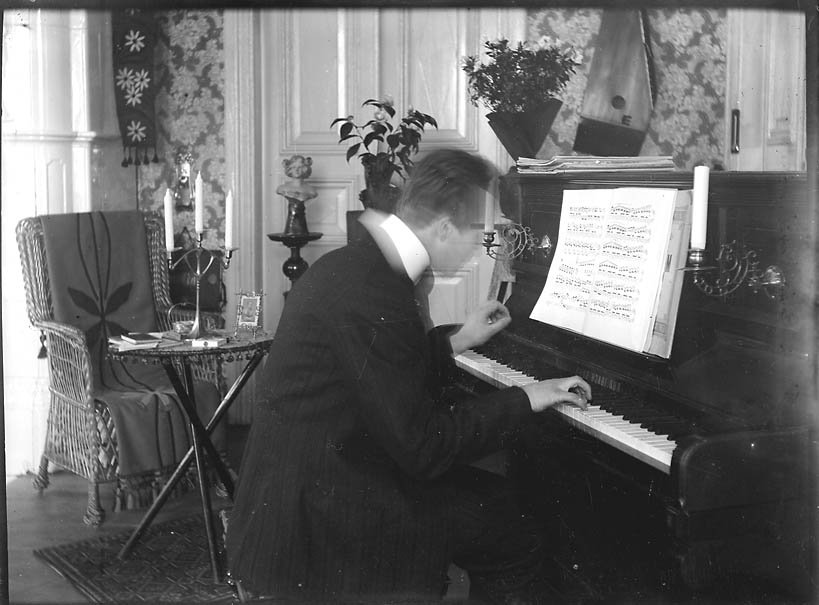
Ilmari Hannikainen al pianoforte.

- Mélodie oubliée, Op.12 No.1 (1917)[13]
- 5 Piano Pieces, Op.20 (1921)[14]